# Buckler

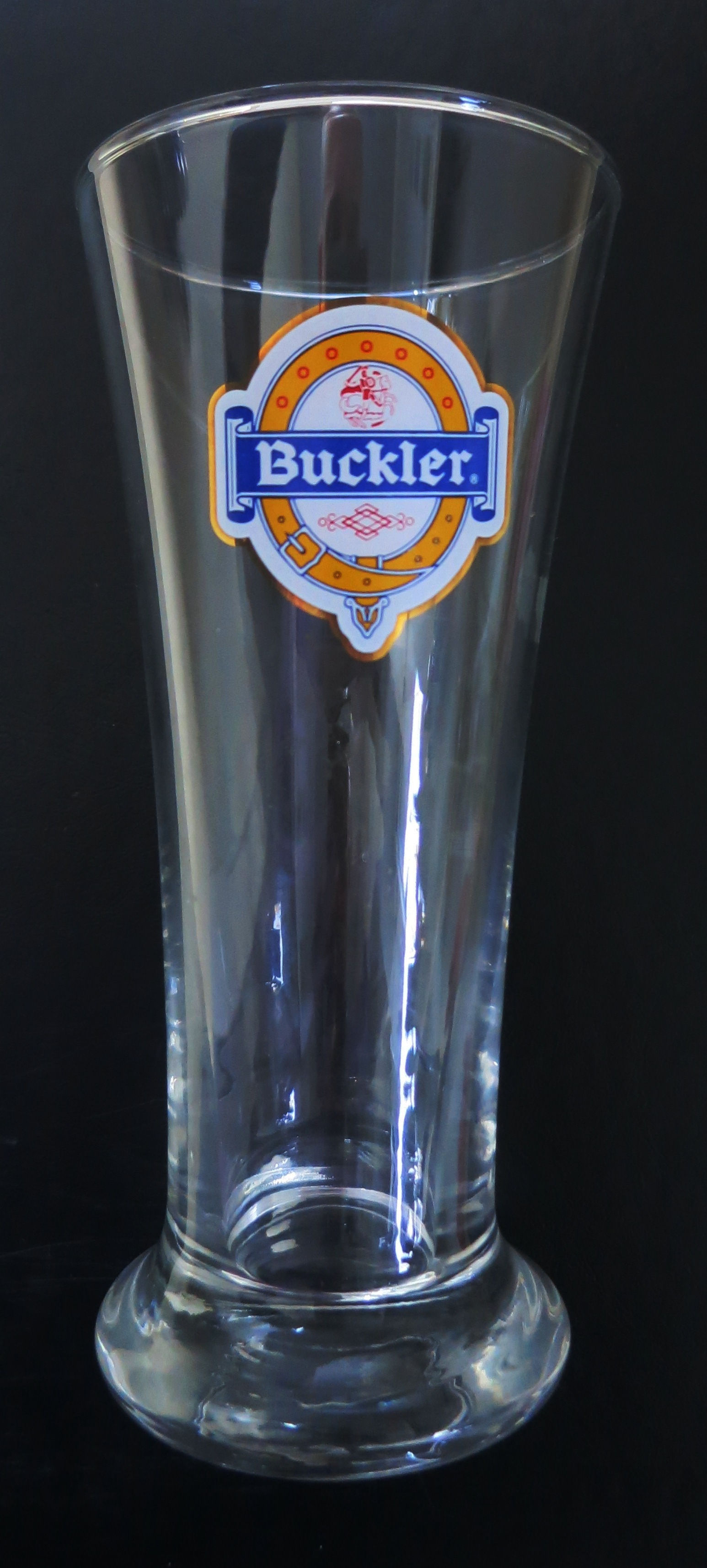
Buckler glas (1988)

Buckler is de merknaam van een alcoholvrij bier dat door Heineken wordt gebrouwen. Buckler is niet meer verkrijgbaar op de Nederlandse markt, maar nog wel in vele andere landen, waaronder Frankrijk en Spanje.

## Geschiedenis
Buckler werd wereldwijd geïntroduceerd in de zomer van 1988 en wist in Nederland al snel toenmalig marktleider Clausthaler van de troon te stoten. Buckler werd vooral berucht door de uitlatingen die de Nederlandse cabaretier Youp van 't Hek in zijn oudejaarsconference van 31 december 1989 over dit biermerk deed. Hoewel Van 't Hek niet zozeer het bier als wel de consument ervan door de mangel haalde ("Buckler-drinkers, daar heb ik nou een hekel aan! Buckler-drinkers"), veroorzaakte Van 't Hek volgens sommigen met deze uitspraken een drastische daling van de verkoopcijfers. Een alternatieve verklaring is dat de verkoopdaling (mede) werd veroorzaakt door de gelijktijdige introductie van Bavaria Malt, waarvan Heineken in 1993 opmerkte dat dit bier niet alleen goedkoper was, maar ook door de consument lekkerder werd bevonden. Om het tij te keren, voerde Heineken in 1991 nog een smaakverandering door en verlaagde het alcoholpercentage (van alcoholarm naar alcoholvrij), maar zonder succes. Ook een promotiecampagne vanaf 1992 ("Buckler bier. Zo lekker dat je de alcohol niet mist") mocht niet meer baten: eind 1993 werd Buckler in Nederland uit de schappen gehaald. "Het is wel lollig eigenlijk. Zij verkondigen jarenlang in advertenties hoe lekker het is. Eén roept er dat het niet te zuipen is en die wint", aldus Van 't Hek.
Het kelderen van de verkopen na de grappen van Van 't Hek staat ook wel bekend als 'de Buckler-affaire'. Volgens Van 't Hek zou Freddy Heineken ooit tegen hem gezegd hebben dat de schade als gevolg hiervan 400 miljoen (gulden) zou bedragen, maar volgens toenmalig bestuursvoorzitter van Heineken Karel Vuursteen in een interview met Frank Evenblij voor het VARA-programma '60 jaar cabaret' kon dat bedrag niet waar zijn.